# Teledesic

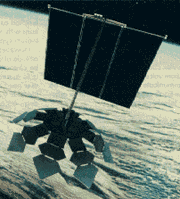
Um típico satélite do projeto Teledesic.

Teledesic foi uma empresa fundada na década de 1990 para construir uma constelação de satélites de comunicações comercial para serviços de Internet banda larga. Usar satélites de órbita terrestre baixa com pequenas antenas que poderiam ser usadas para fornecer uplinks de até 100 Mbit/segundo e downlinks de até 720 Mbit/s. A proposta inicial de 1995 foi extremamente ambiciosa, custando mais de US $ 9 bilhões e planejando originalmente 840 satélites ativos com peças de reposição em órbita a uma altitude de 700 km. Em 1997, o número foi reduzida para 288 satélites ativos a 1400 km e mais tarde o número foi reduzido ainda mais como a demanda do mercado projetada continuou a diminuir.

## Teledesic T1
Um satélite de demonstração para a constelação Teledesic, originalmente denominado de Broadband Advanced Technologies Satellite ("BATSAT"), e, mais tarde renomeado para "Teledesic T1", foi lançado em um veículo de lançamento Pegasus-XL no dia 25 de fevereiro de 1998, o satélite diferiam em tamanho do projeto de satélite previsto para a constelação final.